# Bohuslav Matěj Černohorský

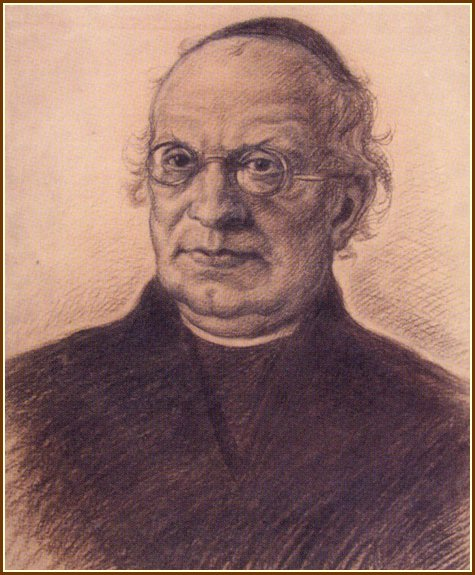

Bohuslav Matěj Černohorský, född 1684 i Nymburk, Böhmen, död 1742 i Graz, var en av de mest betydande böhmiska barockkompositörerna.
Han studerade filosofi, teologi och musikvetenskap vid Karlsuniversitetet i Prag. Han gick sedan i kloster. Han inträdde 1703 i Franciskanorden. Från och med 1715 var han verksam i Padua. Han återvände 1728 till Prag och arbetade där som orgellärare.
Han komponerade körmusik, bland annat motetter samt preludier och fugor för orgel. Regina Coeli, en kantat för dubbelkör, som hör till påskens kyrkomusik, är en av hans mest kända körkompositioner.